# Tycoon
Als Tycoon [ta͜iˈkuːn], seltener auch Taikun, werden besonders vermögende und einflussreiche Industrielle bezeichnet. Ein Tycoon kontrolliert große Teile spezieller Industriezweige, woher auch meist sein Vermögen stammt. Ein heute oftmals synonym verwendeter Begriff ist der Magnat. Er ist hingegen abzugrenzen vom Oligarchen, der sich insbesondere durch seine machtvollen Verflechtungen mit dem Staatsapparat auszeichnet (siehe Oligarchie) und sein Vermögen oft durch Korruption und unlauteren Wettbewerb erworben hat.
Ein typisches Beispiel für einen Tycoon aus einer bestimmten Branche ist ein „Baulöwe“, wobei dieser Begriff oft abwertend gebraucht wird. In der Liste der Milliardäre des Forbes Magazine finden sich viele Tycoone.

## Etymologie
Das Wort Taikun (engl. tycoon) ist japanisch (jap. 大君). Direkt übersetzt bedeutet dies so viel wie Großer Gebieter und wurde früher während der Edo-Zeit benutzt, um Japan besuchende Fremde darauf hinzuweisen, dass der Shogun der höchste Herrscher des Landes war. 
Offizielle Verwendung in einem Vertrag fand es erstmals in dem am 29. Juli 1858 ausgehandelten Amerikanisch-Japanischen Freundschafts- und Handelsvertrag. Das Wort wurde ab circa 1870 in den Vereinigten Staaten in die englische Sprache aufgenommen und unter anderem von Mitarbeitern auf Präsident Abraham Lincoln angewandt. 
International bekannt wurde es schließlich durch den Roman Der letzte Taikun von F. Scott Fitzgerald.

## Tycoons
- Sheldon Adelson (1933–2021), Casino-Tycoon
- Silvio Berlusconi (1936–2023), Medien-Tycoon
- Michael Bloomberg (* 1942), Medien-Tycoon
- Samuel Brannan (1819–1889), Hotel-/Warenhaus-Tycoon
- Warren Buffett (* 1930), Investment-Tycoon
- Andrew Carnegie (1835–1919), Stahl-Tycoon
- Marvin Davis (1925–2004), Öl-Tycoon
- Henry Ford (1863–1947), Automobil-Tycoon
- John Fredriksen (* 1944), Tanker-Tycoon
- Bill Gates (* 1955), Software-Tycoon von Microsoft
- J. Paul Getty (1892–1976), Öl-Tycoon
- Harry Helmsley (1909–1997), Immobilien-Tycoon
- William Randolph Hearst (1863–1951), Medien-Tycoon
- Conrad Hilton (1887–1979), Hotel-Tycoon
- Alfred Hugenberg (1865–1951), Medien-Tycoon und bedeutendster bürgerlicher Wegbereiter des Nationalsozialismus
- Collis P. Huntington (1821–1900), Eisenbahn-Tycoon
- Gebrüder Koch Chemie- und Erdölimperium
- Charles Morgan (1795–1878), Eisenbahn- und Transport-Tycoon
- Rupert Murdoch (* 1931), Medien-Tycoon der News Corporation
- Elon Musk (* 1971), Tech-Tycoon
- Ferdinand Piëch (1937–2019), Volkswagen-Konzern und Porsche
- John D. Rockefeller (1839–1937), Öl-Tycoon
- Larry Silverstein (* 1931), Immobilien-Tycoon
- Carlos Slim Helú (* 1940), Telecom-Tycoon
- George Soros (* 1930), Finanz-Tycoon
- Hugo Stinnes (1870–1924), Industrieller und „Inflations-König“
- Ted Turner (* 1938), Medien-Tycoon
- Cornelius Vanderbilt (1794–1877), Eisenbahn-Tycoon
- William Henry Vanderbilt (1821–1885), Eisenbahn-Tycoon
- Steve Wynn (* 1942), Immobilien-Tycoon